# Zatarczka
Zatarczka – element szkieletu owadów, wchodzący w skład grzbietowej części tułowia.
Termin ten odnosić się może do: 
- scutellum rozumianego jako część alinotum skrzydłotułowia (śródplecza lub zaplecza), położona za scutum[1][2][3].
- postscutellum, czyli części alinotum skrzydłotułowia (śródplecza lub zaplecza), położonej za scutellum[4][3].